# تيسير العقاد
اللواء أركان حرب تيسير محمد العقاد رئيس أركان حرب الجيش الثاني الميداني أثناء حرب أكتوبر 1973. وتولى قيادة الجيش الثاني مؤقتا بين 14-16 أكتوبر أثناء الحرب، وأحد القادة الذين أشرفوا على خطة تصفية الثغرة.

## توليه القيادة
بعد التدهور شبه الكامل للفرقة 21 المصرية التي دُفِع بها لانقاذ خطة تطوير الهجوم، في الساعة 8:30 صباح 14 أكتوبر، أصيب اللواء سعد مأمون قائد الجيش الثاني الذي كان يتابع موقف الفرقة 21 المدرعة من مركز القيادة المتقدم للجيش بنوبة قلبية، وقد بادر بالاتصال باللواء تيسير العقاد رئيس أركان الجيش الذي كان موجودا في الخلف في مركز القيادة الرئيسى للجيش وأبلغه بمرضه، ودعاه للحضور إلى مركز القيادة المتقدم للجيش لتولى القيادة بدلا منه.

## اقرأ أيضًا
- قادة حرب أكتوبر المصريين
- حرب أكتوبر